# Gadka (województwo świętokrzyskie)
Gadka – wieś w Polsce, położona w województwie świętokrzyskim, w powiecie starachowickim, w gminie Mirzec.
| SIMC    | Nazwa       | Rodzaj    |
| ------- | ----------- | --------- |
| 0252569 | Cienka Ruda | część wsi |
| 0252575 | Majorat     | część wsi |
| 0252581 | Rogatki     | część wsi |

Była wsią klasztoru cystersów wąchockich w województwie sandomierskim w ostatniej ćwierci XVI wieku.
W 1864 w wyniku uwłaszczenia chłopów przeprowadzonego na mocy ukazu cara Aleksandra II Romanowa mieszkańcy Gadki stali się właścicielami posiadanej ziemi i budynków.
W okresie okupacji niemieckiej, 3 września 1944 pod wsią Gadka oddziały Batalionów Chłopskich Jana Gruszki i Jana Sońty stoczyły bitwę z oddziałami Wehrmachtu. W 1995 partyzancką bitwę upamiętniono pomnikiem.
W latach 1954–1968 wieś należała i była siedzibą władz gromady Gadka, po jej zniesieniu w gromadzie Mirzec. W latach 1975–1998 miejscowość administracyjnie należała do województwa kieleckiego.
We wsi znajduje się Szkoła Podstawowa oraz rzymskokatolicka parafia pw. Świętych Apostołów Piotra i Pawła.